# Zeros and Ones
Zeros and Ones es una película de suspenso estadounidense-italiana de 2021 escrita y dirigida por Abel Ferrara. Está protagonizada por Ethan Hawke, Cristina Chiriac, Phil Neilson, Valerio Mastandrea, Dounia Sichov, Korlan Madi, Mahmut Sifa Erkaya y Anna Ferrara.
Tuvo su estreno mundial en el 74.ª Festival de Cine de Locarno en agosto de 2021.

## Reparto
- Ethan Hawke como JJ
- Cristina Chiriac
- Phil Neilson
- Valerio Mastandrea
- Dounia Sichov
- Korlan Madi
- Mahmut Sifa Erkaya
- Anna Ferrara

## Producción
En noviembre de 2020, se anunció que Ethan Hawke, Cristina Chiriac y Phil Nelson se habían unido al elenco de la película, con Abel Ferrara dirigiendo a partir de un guion que escribió.
La fotografía principal comenzó en noviembre de 2020 en Italia.

## Lanzamiento
La película tuvo su estreno mundial en el 74.ª Festival de Cine de Locarno en agosto de 2021.

## Premios
- 2021 - 74.ª Festival de Cine de Locarno: Premio a la mejor dirección Abel Ferrara.[5]